# Feed (film din 2005)
Feed (titlu original: Feed) este un film australian thriller de crimă din 2005 regizat de Brett Leonard. Rolurile principale au fost interpretate de actorii Alex O'Loughlin, Patrick Thompson și Gabby Millgate. Filmul explorează teme de dragoste, dominanță și supunere.

## Distribuție
- Alex O'Loughlin - Michael Carter
- Patrick Thompson - Phillip Jackson
- Gabby Millgate - Deidre
- Jack Thompson - Richard
- Rose Ashton - Abbey
- Matthew Le Nevez - Nigel
- David Field - Părintele Turner